# Ваймаха
Ваймаха («Bará», Barasano, Barazana, Northern Barasano, Waimaha, Waimaja, Waimajã) — туканский язык, на котором говорят у притоков рек Миту, Папури, Пира-Парана, Тикье на юго-востоке департамента Ваупес в Колумбии, а также в муниципалитете Буттенкурт; в общине Терра-Инджижена-Пари-Качоэйра III муниципалитета Иауарете, в общине Терра-Инджижена-Пари-Качоэйра II муниципалитетов Буттенкурт и Иауарете, в общине Терра-Инджижена-Пари-Качоэйра в районе реки Верхняя Тикье на северо-западе штата Амазонас в Бразилии. У ваймаха есть диалекты: восточный ваймаха и памоа-бара. Также язык передаётся из поколения в поколение (от отцов к детям). 40 %-50 % населения используют испанский в качестве второго языка, испанский и ваймаха используются в школах; правительственные чиновники говорят на испанском языке. Все также говорят на двух или более из этих языков: барасана, карапана, кубео, макуна, татуйо, тукано, туюка и юрути из-за схем брака через границы языка. Дети также говорят на языке каждого родителя, но идентифицируют себя с языком отца.

## Некоторые фразы
- Ĩagĩejabiyi — Приветствие (говорит посетитель, гость)
- Ĩaraejabiyia — Приветствие (говорит группа посетителей, гостей)